# Wydrzno (gromada)

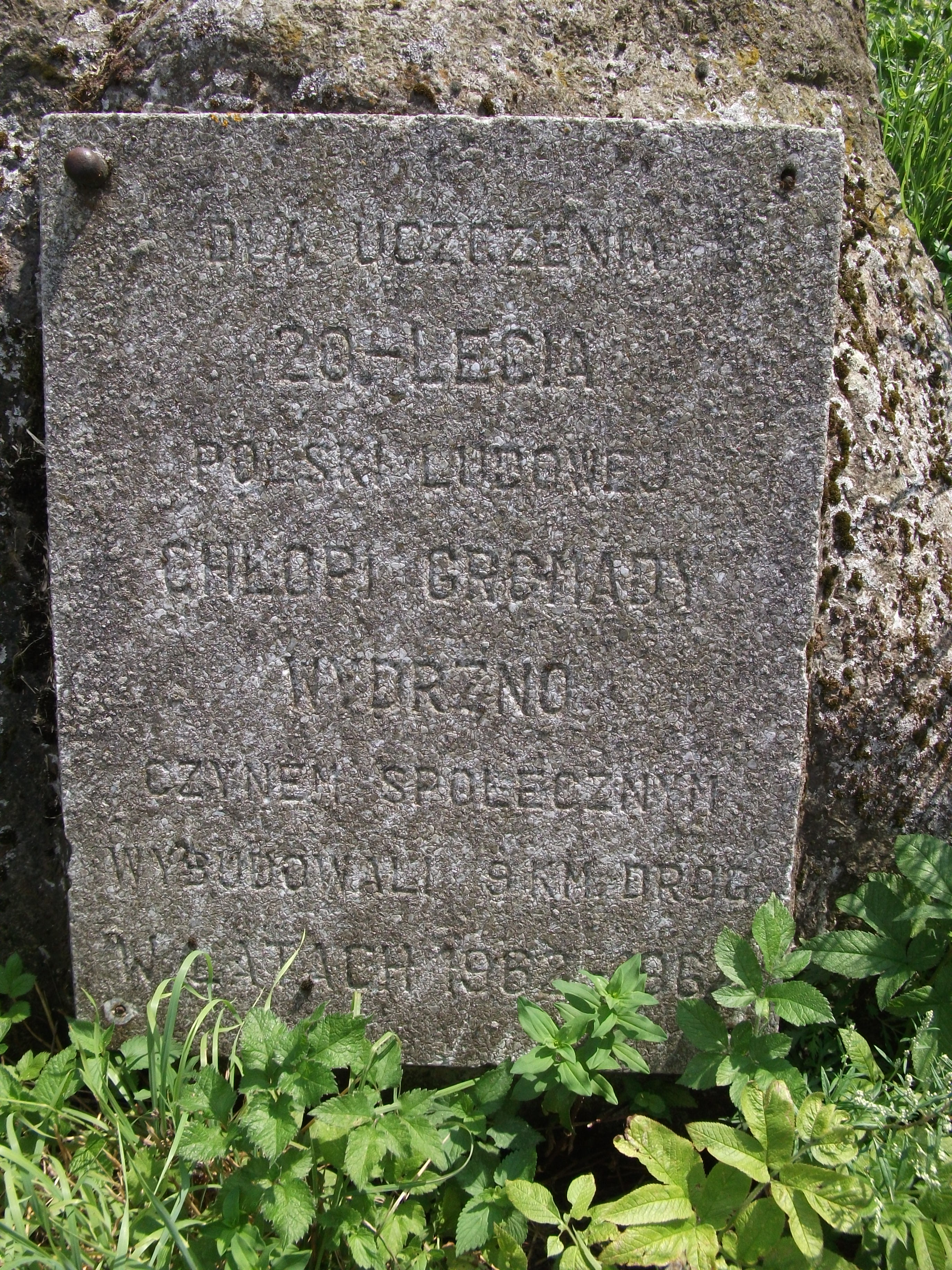
Pamiątka po Gromadzie Wydrzno w Szembruku

Wydrzno – dawna gromada, czyli najmniejsza jednostka podziału terytorialnego Polskiej Rzeczypospolitej Ludowej w latach 1954–1972.
Gromady, z gromadzkimi radami narodowymi (GRN) jako organami władzy najniższego stopnia na wsi, funkcjonowały od reformy reorganizującej administrację wiejską przeprowadzonej jesienią 1954 do momentu ich zniesienia z dniem 1 stycznia 1973, tym samym wypierając organizację gminną w latach 1954–1972.
Gromadę Wydrzno z siedzibą GRN w Wydrznie utworzono – jako jedną z 8759 gromad na obszarze Polski – w powiecie grudziądzkim w woj. bydgoskim, na mocy uchwały nr 24/6 WRN w Bydgoszczy z dnia 5 października 1954. W skład jednostki weszły obszary dotychczasowych gromad Nogat, Nowe Błonowo, Stare Błonowo, Szynwałd i Wydrzno ze zniesionej gminy Łasin w tymże powiecie. Dla gromady ustalono 23 członków gromadzkiej rady narodowej.
31 grudnia 1959 do gromady Wydrzno włączono wieś Szembruk wraz z przysiółkiem Przeczno ze zniesionej gromady Szembruk w tymże powiecie.
1 stycznia 1961 do gromady Wydrzno (zapisano "Wydżno") włączono przysiółek Marianowo z gromady Rogóźno w tymże powiecie.
Gromada przetrwała do końca 1972 roku, czyli do kolejnej reformy gminnej.